# Ostericum huadongense
Ostericum huadongense là một loài thực vật có hoa trong họ Hoa tán. Loài này được Z.H. Pan & X.H. Li mô tả khoa học đầu tiên năm 1996.